# Radim Šimek
Radim Šimek (né le 20 septembre 1992 à Mladá Boleslav en République tchèque) est un joueur professionnel tchèque de hockey sur glace. Il évolue au poste de défenseur.

## Biographie
Simek commence sa carrière professionnelle avec le HC Bílí Tygři Liberec dans la Extraliga lors de la saison 2012-2013.
À sa 5e saison dans la Extraliga, en 2016-2017, il domine tous les défenseurs de la ligue au chapitre des buts marqués avec 11. Il s'agit de sa meilleure campagne en carrière dans la Extraliga avec une récolte de 24 points en 42 matchs.
Joueur autonome non repêché dans la LNH, il signe un contrat de 1 an à deux volets avec les Sharks de San José, le 23 mai 2017. Il obtient un nouveau contrat de deux ans avec les Sharks, le 28 avril 2018.
Le 2 octobre 2018, il est cédé au Barracuda de San José dans la LAH. Il est néanmoins rappelé par les Sharks à la fin novembre et dispute son premier match en carrière dans la LNH, le 2 décembre. Il inscrit son premier point en carrière, le 6 décembre, dans une victoire de 5-1 contre les Hurricanes de la Caroline. Il marque son premier but dans la LNH qui est aussi le but gagnant dans une victoire au compte de 5 à 2 face aux Devils du New Jersey, le 10 décembre.
Le 8 mars 2024, les Sharks l'échangent aux Red Wings de Détroit avec un choix de 7e ronde au repêchage de 2024. En retour, les Sharks reçoivent l'attaquant Klim Kostin.

## Statistiques

### En club
| Saison     | Équipe                 | Ligue      |     | Saison régulière | Saison régulière | Saison régulière | Saison régulière | Saison régulière |   | Séries éliminatoires | Séries éliminatoires | Séries éliminatoires | Séries éliminatoires | Séries éliminatoires |
| Saison     | Équipe                 | Ligue      | PJ  | B                | A                | Pts              | Pun              | PJ               | B | A                    | Pts                  | Pun                  |                      |                      |
| 2011-2012  | HC Benátky nad Jizerou | 1. liga    | 9   | 0                | 0                | 0                | 8                | 7                | 0 | 0                    | 0                    | 2                    |                      |                      |
| 2012-2013  | HC Benátky nad Jizerou | 1. liga    | 37  | 0                | 5                | 5                | 41               | -                | - | -                    | -                    | -                    |                      |                      |
| 2012-2013  | HC Bílí Tygři Liberec  | Extraliga  | 7   | 0                | 0                | 0                | 2                | -                | - | -                    | -                    | -                    |                      |                      |
| 2013-2014  | HC Bílí Tygři Liberec  | Extraliga  | 24  | 0                | 0                | 0                | 4                | -                | - | -                    | -                    | -                    |                      |                      |
| 2013-2014  | HC Benátky nad Jizerou | 1. liga    | 19  | 1                | 1                | 2                | 20               | 2                | 0 | 0                    | 0                    | 0                    |                      |                      |
| 2014-2015  | HC Bílí Tygři Liberec  | Extraliga  | 47  | 10               | 13               | 23               | 24               | -                | - | -                    | -                    | -                    |                      |                      |
| 2014-2015  | HC Benátky nad Jizerou | 1. liga    | 2   | 1                | 0                | 1                | 0                | -                | - | -                    | -                    | -                    |                      |                      |
| 2015-2016  | HC Bílí Tygři Liberec  | Extraliga  | 51  | 9                | 12               | 21               | 28               | 14               | 3 | 7                    | 10                   | 8                    |                      |                      |
| 2016-2017  | HC Bílí Tygři Liberec  | Extraliga  | 42  | 11               | 13               | 24               | 30               | 16               | 2 | 6                    | 8                    | 6                    |                      |                      |
| 2017-2018  | Barracuda de San José  | LAH        | 67  | 7                | 20               | 27               | 20               | 4                | 0 | 0                    | 0                    | 0                    |                      |                      |
| 2018-2019  | Sharks de San José     | LNH        | 41  | 1                | 8                | 9                | 8                | -                | - | -                    | -                    | -                    |                      |                      |
| 2019-2020  | Barracuda de San José  | LAH        | 2   | 0                | 2                | 2                | 0                | -                | - | -                    | -                    | -                    |                      |                      |
| 2019-2020  | Sharks de San José     | LNH        | 48  | 2                | 7                | 9                | 14               | -                | - | -                    | -                    | -                    |                      |                      |
| 2020-2021  | Sharks de San José     | LNH        | 40  | 2                | 4                | 6                | 15               | -                | - | -                    | -                    | -                    |                      |                      |
| 2021-2022  | Sharks de San José     | LNH        | 36  | 1                | 1                | 2                | 8                | -                | - | -                    | -                    | -                    |                      |                      |
| 2022-2023  | Sharks de San José     | LNH        | 44  | 1                | 2                | 3                | 29               | -                | - | -                    | -                    | -                    |                      |                      |
| 2023-2024  | Barracuda de San José  | LAH        | 40  | 4                | 12               | 16               | 29               | -                | - | -                    | -                    | -                    |                      |                      |
| Totaux LNH | Totaux LNH             | Totaux LNH | 209 | 7                | 22               | 29               | 74               | -                | - | -                    | -                    | -                    |                      |                      |

### En équipe nationale
| Année | Équipe   | Compétition          |   | PJ | B | A | Pts | Pun      |  | Résultat |
| 2016  | Tchéquie | Championnat du monde | 8 | 1  | 0 | 1 | 4   | 5e place |  |          |
| 2017  | Tchéquie | Championnat du monde | 8 | 1  | 1 | 2 | 0   | 7e place |  |          |